# Pang Jiaying
Pour les articles homonymes, voir Pang (homonymie).
Dans ce nom chinois, le nom de famille, Pang, précède le nom personnel.
Pang Jiaying, née le 6 janvier 1985 à Shanghai en Chine, est une nageuse chinoise. Elle est quadruple médaillée aux Jeux olympiques.